# Helge Løvland
Helge Andreas Løvland, född 11 maj 1890 i Froland, död 26 april 1984 i Oslo, var en norsk friidrottare.
Løvland blev olympisk mästare i tiokamp vid olympiska sommarspelen 1920 i Antwerpen.